# Jan Saagman
Jan Hendriks Saagman (Leeuwarden, gedoopt 26 januari 1648 – Jorwerd, tussen 1728 en 1730) was een Noord-Nederlands zilversmid.

## Levensloop
Saagman werd waarschijnlijk in zijn geboortestad Leeuwarden opgeleid als zilversmid. In 1672 werd hij meesterzilversmid in Stavoren. Tien jaar later trouwde hij met Antje Hendriks de Lange. Ter gelegenheid van hun vijfjarig huwelijk maakte Saagman een beker met de inscriptie ‘Ian Zaagman en Annatie Hendrickx A° 1687’. Deze beker bevindt zich tegenwoordig in het Fries Museum in Leeuwarden. In het Museum Boijmans Van Beuningen bevindt zich een vergelijkbare beker, die hij in 1693 maakte in opdracht van de Zweedse en Friese eigenaars van ‘’t schip thuys Carlbergh’. In 1713 verhuisde het echtpaar Saagman naar Jorwerd. Saagman overleed voor 1730. Dat jaar wordt zijn weduwe vermeld als eigenaar van het huis, dat Saagman in 1728 kocht. Gedateerde werken van Saagman zijn bekend van 1672 tot en met 1693. Saagman was van 1686 tot 1719 ook burgemeester van Stavoren.